# André Le Menn
Pour les articles homonymes, voir Le Menn.
André Le Menn, né le 2 mars 1934 à Quéménéven et mort le 13 février 2010 à Saint-Grégoire,, est un footballeur français ayant évolué au poste de défenseur.

## Carrière
Passé par les Paotred Briec, André Le Menn commence sa carrière professionnelle au FC Nantes, en deuxième division, à l'âge de 19 ans. Il passe cinq saisons dans le club nantais, s'imposant dès sa deuxième saison comme titulaire en défense. Au total, Le Menn disputera pour le compte du FC Nantes le total de 139 matchs de D2.
Repéré par le Stade rennais UC qui vient d'obtenir sa remontée en Division 1, André Le Menn rejoint le club rouge et noir en 1958. Sous la direction de son entraîneur Henri Guérin, Le Menn est titulaire inamovible en défense, côtoyant notamment le jeune Yves Boutet. Celui-ci lui prendra progressivement sa place, et Le Menn quittera le club rennais en 1961, mettant alors fin à sa carrière professionnelle en rejoignant le club voisin des Cadets de Bretagne.
Étudiant en odontologie pendant sa carrière au Stade rennais, il embrasse le métier de chirurgien-dentiste par la suite.
Le 13 février 2010, il meurt à l'âge de 75 ans. Quelques jours plus tard, à l'occasion d'un match de Ligue 1 opposant le Stade rennais à Lille, un hommage lui est rendu, une minute de silence étant respectée en sa mémoire par le public du Stade de la route de Lorient.